# Diciannove (film)
Diciannove è un film del 2024 diretto da Giovanni Tortorici, al suo esordio alla regia.

## Trama
Dopo aver lasciato Palermo per Londra, il diciannovenne Leonardo Gravina decide di trasferirsi a Siena per studiare letteratura.

## Produzione
Il film, scritto e diretto da Giovanni Tortorici al suo debutto alla regia, è stato prodotto dalla Frenesy Film Company di Luca Guadagnino. Le riprese si sono tenute a maggio 2023 a Siena. Successivamente sono state effettuate delle riprese a Torino e Londra.

## Promozione
Il primo trailer del film è stato diffuso il 27 marzo 2024 su MUBI.

## Distribuzione
Il film è stato presentato nella sezione Orizzonti alla 81ª Mostra internazionale d'arte cinematografica di Venezia il 30 agosto 2024. Il film è stato presentato in gara nella sezione Discovery al Toronto International Film Festival il 5 settembre 2024.
Dal 27 febbraio 2025 viene distribuito nelle sale italiane.

## Accoglienza

### Critica
Il film è stato accolto con recensioni favorevoli da parte della critica cinematografica.

#### Critica italiana
Lorenzo Ciofani del Cinematografo sottolinea che è visibile l'impronta di Guadagnino nel guardare «al particolare per proiettarsi nell’universale», attraverso «un lessico che risuona davvero nel quotidiano e allo stesso tempo si svincola dal freddo realismo», apprezzando le animazioni di i Margherita Giusti, le quali «plasmano le immagini che si affastellano nella mente». Simone Emiliani scrive che il regista coglie nel film «un disagio comune a molti ragazzi, evitando però con abilità e bravura di farne uno stantio ritratto generazionale». Il recensore riscontra che «sebbene a volte si lascia andare a qualche eccesso di stile tra sfocature e split-screen», il film «trova la sua libertà, innanzitutto nella scrittura poi nella messinscena».
Damiano Panattoni di Movieplayer.it scrive che Diciannove «funziona per la sua impertinenza, per la sua sfrontatezza, per la sua arguzia umoristica», trovandolo un esordio «dal forte interesse, fresco e coraggioso, visionario ma, a tratti, estremamente egoriferito». Simone Emiliani di MYmovies.it afferma che si tratti di un esordio «piuttosto sfrontato», apprezzando il fatto che il regista fa sentire nei dialoghi «l'asprezza del confronto verbale», visibile come «un difetto ma anche una risorsa, un marchio già riconoscibile del suo cinema».

#### Critica internazionale
Jordan Mintzer di The Hollywood Reporter afferma che il film sia «sincero e senza peli sulla lingua» e «più reale di molti film che si suppone parlino dell'essere giovani oggi», portando avanti tematiche affrontate in I vitelloni di Federico Fellini e Accattone di Pier Paolo Pasolini «sulla gioventù disaffezionata che fa parte di una generazione perduta». Dal punto di vista della regia, Mintzer scrive che Tortorici «attinge a un bagaglio di tecniche e ne sperimenta molte», che spaziano dalla Nouvelle Vague a scene riconducibili alla serie televisiva Euphoria. Guy Lodge di Variety apprezza la regia che «cattura le inquiete contraddizioni del personaggio, passando dal vérité diretto al montaggio nervoso», apprezzando il finale irrisolto così «come non si risolve nulla quando si lascia finalmente l'adolescenza per i vent'anni».

## Riconoscimenti
- 2024 - Festival di Venezia
  - In concorso (Orizzonti)
  - In concorso per il Queer Lion[21]